# فرودگاه کیلکنی
فرودگاه کیلکنی (به انگلیسی: Kilkenny Airport) یک فرودگاه خصوصی با کد یاتا KKY است که یک باند فرود چمن دارد و طول باند آن ۹۳۰ متر است. این فرودگاه در کشور ایرلند قرار دارد و در ارتفاع ۹۱ متری از سطح دریا واقع شده است.